# Братство камня (фильм)
«Братство камня» (фр. Le Concile de Pierre) — остросюжетный фильм режиссёра Гийома Никлу, снятый по одноимённому произведению Жана-Кристофа Гранже в 2006 году.

## В ролях
| Актёр              | Роль                 |
| ------------------ | -------------------- |
| Моника Беллуччи    | Лора Сиприн          |
| Катрин Денёв       | Сибил Вебер          |
| Мориц Бляйбтрой    | Сергей Маков         |
| Сами Буажила       | Лукас                |
| Эльза Зильберштейн | Кларисса             |
| Николя То          | Лиу-Сан              |
| Лоренцо Балдуччи   | инспектор Франк Неве |
| Николя Жуэ         | инспектор Ланглуа    |
| Петер Бонке        | доктор Фонкель       |
| Лоран Гревилль     | Дагер                |
| Ежи Рогульски      | профессор Брунер     |
| Ёси Оида           | Камал                |
| Николай Болдаев    | Айраг                |
| Паскаль Бонгард    | Перрон               |
| Ив Мармион         | атташе               |
| Эрик Каравака      | отец Лоры            |
| Элина Лёвензон     | мать Лоры            |
| Эрденецог Батоа    | полковник            |
| Динара Друкарова   | Ирена                |

## Сюжет
Одинокая француженка Лора Сиприн усыновляет с помощью фонда Inyt в России мальчика с азиатской внешностью Лиу-Сана. Через несколько лет в её жизни и жизни её приёмного сына начинают происходить странные события. Помимо прочего у ребёнка на теле появляется странная стигма, а на плеере мать находит записанный мальчиком шаманский текст на непонятном языке. Оказывается, что это один из диалектов монгольского языка, при этом зона проживания этого народа находится в отчуждении, так как в 1970-х годах там было испытание ядерного оружия, закончившееся катастрофой.
Раскручивая клубок загадок, Лора выясняет, что глава фонда Inyt Сибил Вебер, семейный врач Фонкель, подруга Кларисса, бывший бойфренд Лукас и даже человек, присутствовавший в детском доме (Антон Бруннер), оказываются причастны к некоему Братству камня. Вебер, Фонкель, Бруннер, а также родители Лоры были в числе международной группы исследователей, которая изучала случаи чудесного исцеления местных жителей после катастрофы. Тем временем приехавший из Монголии человек начинает уничтожать членов Братства. Тогда Сибил исчезает вместе с Лиу-Саном.
В поисках сына Лора едет в Монголию. В поисках ей помогает служащий российского посольства Сергей Маков.

## Особенности
Для большей достоверности в фильме неоднократно используется русский язык. В том числе иногда на нём произносят фразы персонажи Моники Беллуччи и Морица Бляйбтроя.
Сюжет фильма значительно отличается от сюжета книги. Так, в романе Сибил Вебер не была главой фонда, но участвовала в разработках оружия. А женщиной, усыновившей мальчика, была её дочь. 